# センチメンタルサーカス
センチメンタルサーカス（Sentimental Circus.）は、サンエックスのキャラクターである。
商品としては2010年9月に販売が開始されている。

## 展開
文房具類をはじめ、ぬいぐるみ、キーホルダー、バッグ、その他マグカップなどの食器類、iPhone 4対応ソフトカバー等、様々な商品が展開されている。
また携帯アプリなどでは、iPhone対応のスクリーンショットや、無料ダウンロードができるものではTwitterの背景にできるアプリ、『センチメンタルサーカスTwippa』なども配信された。
2011年12月には、絵本も出版された。
2017年4月の報道によれば、リラックマ・すみっコぐらしと並んでサンエックスの人気キャラクターとされている。

## 設定
街角や部屋の片隅に忘れ去られた“ぬいぐるみ”や“おもちゃ”たちが、夜にこっそりと抜け出して秘密のサーカス団をつくるという設定である。

## 登場キャラクター
シャッポ
サーカス団の団長。見た目はウサギのような形をしたぬいぐるみだが、他のキャラクターと違い、はっきりとは動物の種類が明かされていない。いつも帽子を被っており、その中には針や糸、サーカスに使用する際のマジックのタネなどが入っている。手芸が得意で、ボロボロだった自分の体もリメイクした。
トト
シャッポがはぎれで作ったぬいぐるみのため、同じく動物の種類は明かされていない。シャッポのパートナー。サーカスの演目はジャグリングを担当している。
Mr.ベア（ミスター・ベア）
マイペースなブリキのクマで、演目は自転車乗りを担当している。
クロ
おしゃまな黒ネコで、丸いものが大好き。演目は玉乗りを担当している。
ピグ&マーモ
糸くずでできた、双子のサル。好奇心旺盛な性格で、演目は空中ブランコを担当している。
ピヨバレリーナ
小鳥の3姉妹。おしゃべりなため、いつも楽屋は大賑わい。演目はバレエを担当している。
ポニ
足が短いのが密かな悩みの頑張り屋の木馬。演目はハードル跳びを担当している。
リオ
サーカス団で1番大きなライオンのぬいぐるみで、ライオンの象徴である鬣は外して輪っかにすることができる。演目は輪くぐりを担当している。
ムートン
のんびり屋な性格のゾウ。サーカスが始まるとアクティブになる。演目は曲芸を担当している。
スピカ
シャッポの双子のぬいぐるみ。

## 書籍
- センチメンタルサーカス（2011年12月2日発売、主婦と生活社） – 著:市川晴子
- センチメンタルサーカス 第2幕（2012年11月22日発売、主婦と生活社） – 著:市川晴子
- センチメンタルサーカス 第3幕（2013年12月13日発売、主婦と生活社） – 著:市川晴子
- センチメンタルサーカス 幻想アンティーク夜話（2015年1月5日発売、主婦と生活社） – 著:市川晴子